# Anand Dighe
Anand Chintamani Dighe, conocido popularmente como Dharmaveer, fue un político indio, alto líder del partido Shiv Sena y jefe de la unidad del distrito de Thane del partido Shiv Sena.

## Trayectoria
Dighe fue un líder de base con una gran número de seguidores conocido popularmente como Dharmaveer. Fue considerado un musculoso poderoso en Thane.
Celebraría un Durbar diario en su residencia de Tembhi Naka para escuchar/resolver los problemas que enfrentan los ciudadanos de Thane junto con los trabajadores del partido Shiv Sena.
Dighe fue acusado del asesinato del miembro del partido Shiv Sena, Sridhar Khopkar, quien supuestamente había votado por el Congreso en 1989. Dighe fue arrestado bajo TADA y estaba en libertad bajo fianza. El caso estuvo activo hasta su fallecimiento.
Cuando Dighe murió de un ataque al corazón en agosto de 2001, sus seguidores quemaron el Hospital Sunitadevi Singhania en Thane, donde murió.

## Cultura popular
Una película biográfica marathi titulada Dharmaveer, protagonizada por Prasad Oak y escrita y dirigida por Pravin Tarde fue lanzada el 13 de mayo de 2022.